# João Maria Ferreira do Amaral
João Maria Ferreira do Amaral (Lisboa, 14 de Fevereiro de 1876 – Lisboa, 11 de Março de 1931) foi um oficial do exército português, comandante da Polícia Cívica de Lisboa, (a antecessora da Polícia de Segurança Pública), de 1923 até à sua morte.

## Biografia
Participou, como voluntário, na expedição de pacificação sob o comando do General Pereira d'Eça no sul de Angola, em 1915. No ano seguinte, estando de licença em Portugal, foi nomeado Comandante do Batalhão de Infantaria 15, que seguiu para a frente da Flandres, integrado no Corpo Expedicionário Português.
Foi ele quem chamou Aníbal Milhais de Soldado Milhões pela primeira vez, dizendo "Tu és Milhais, mas vales por Milhões".
Regressou de França depois da Primeira Grande Guerra, e seguiu para Angola, numa missão civil. Retornou em 1922, tendo sido promovido a Coronel.
A 23 de Novembro de 1923, foi nomeado comandante da Polícia Cívica de Lisboa e destacou-se na repressão da Legião Vermelha, a qual, dois anos mais tarde, a 15 de Maio, perpetrou um atentado em que é gravemente ferido. No leito do hospital, dirigiu a repressão que culminou com a prisão e o degredo para África de mais de cem suspeitos desse movimento. Foi agraciado com várias medalhas.
Era um notório homófobo, e sob o seu comando incentivava o recurso habitual a humilhações e sevícias aos homossexuais apanhados na rua e detidos nas esquadras.
Escreveu as seguintes obras, acerca da I Guerra Mundial:
- A batalha do Lys; a batalha d'Armentieres ou o 9 de Abril, 1923
- A mentira da Flandres e… o mêdo!, 1922

Foi agraciado com os seguintes graus das ordens honoríficas portuguesas: Comendador da Ordem Militar de Avis (28 de março de 1919), Comendador da Ordem Militar de Cristo (28 de junho de 1919), Oficial da Ordem Militar da Torre e Espada, do Valor, Lealdade e Mérito (14 de setembro de 1920) e Grande-Oficial da Ordem Militar de Avis (5 de outubro de 1920).
Em 1927 fundou o Montepio da P.S.P. de Lisboa. 